# José Domingo Díaz
José Domingo Díaz (Caracas, Venezuela, 3 de agosto de 1772 - Madrid, 1834), médico, periodista, cronista, historiador e político venezuelano.